# Провулок Івана Фірцака
Прову́лок Іва́на Фірцака́ — провулок у Голосіївському районі міста Києва, місцевість Ширма. Пролягає від вулиці Івана Фірцака до вулиці Семена Палія.

## Історія
Виник у середині 50-х років XX століття, 1955 року отримав назву провулок Москвіна, на честь російського радянського актора і театрального режисера Івана Москвіна
Сучасна назва на честь українського борця, артиста цирку Івана Фірцака — з 23 березня 2023 року.